# Maciej Józef Łuszczewski
Maciej Józef Łuszczewski herbu Korczak (zm. przed 16 czerwca 1791) – kasztelan rawski w latach 1774-1791, kasztelan sochaczewski w latach 1772-1774, starosta łęczycki w latach 1748-1791, szambelan Stanisława Augusta Poniatowskiego w 1764 roku.

## Życiorys
Poseł na sejm 1754 roku z województwa łęczyckiego. Poseł na sejm 1756 roku z ziemi sochaczewskiej. Poseł na sejm 1758 roku z ziemi sochaczewskiej. Konsyliarz konfederacji Czartoryskich w 1764 roku. W 1764 roku był elektorem Stanisława Augusta Poniatowskiego z województwa łęczyckiego. Elektor Stanisława Augusta Poniatowskiego w 1764 roku z województwa rawskiego, poseł ziemi sochaczewskiej na sejm elekcyjny.